# Ana (álbum de Ana Belén)
Ana es el nombre del 5º álbum de estudió grabado por la cantante española Ana Belén. Lanzado en 1979 por el sello discográfico CBS. Contó con la producción de Danilo Vaona y Oscar Gómez. Algunas canciones destacadas del álbum son "Vuelo Blanco de Gaviota" una adaptación en español de la canción "Days of Pearly Spencer" interpretada por el músico irlandés David McWilliam y "Agapimu".

## Lista de canciones
| Cara 1 |                       |                                                                       |          |  |
| N.º    | Título                | Letras                                                                | Duración |  |
| 1.     | «Agapimú»             | Dario Baldan Bembo • Giorgio Conte • Luis Gómez Escolar • Mia Martini | 3:30     |  |
| 2.     | «Se Detuvo Abril»     | Juan Carlos Calderón • Víctor Manuel (cantante)                       | 3:00     |  |
| 3.     | «Desde Mi Libertad»   | Danilo Vaona • Víctor Manuel (cantante)                               | 3:40     |  |
| 4.     | «Los Amores De Ana»   | Juan Martínez Abades                                                  | 2:58     |  |
| 5.     | «Hombre De Porcelana» | Víctor Manuel (cantante)                                              | 5:13     |  |

| Cara 2 |                                                    |                                                           |          |  |
| N.º    | Título                                             | Letras                                                    | Duración |  |
| 1.     | «Vuelo Blanco De Gaviota (Days Of Pearly Spencer)» | David McWilliams • Víctor Manuel (cantante)               | 6:00     |  |
| 2.     | «Tu Nombre (Aubrey)»                               | David Gates • Luis Gómez Escolar                          | 3:34     |  |
| 3.     | «Poco Más Que Nada (Without Her)»                  | Harry Nilsson • Luis Gómez Escolar                        | 3:38     |  |
| 4.     | «Siempre Tú»                                       | Danilo Vaona • Gian Pietro Felisatti • Luis Gómez Escolar | 4:21     |  |